# Geschäftsherrenhaftung
Unter Geschäftsherrenhaftung (auch: strafrechtliche Geschäftsherrenhaftung) versteht man im deutschen Straf- und Ordnungswidrigkeitenrecht die Unterlassungshaftung einer vorgesetzten, in der Regel weisungsbefugten Person wegen der Nichtverhinderung von Straftaten Untergebener. Sofern spezialgesetzliche Regelungen fehlen (zum Beispiel § 357 Abs. 1 Alt. 3 StGB für den amtlichen oder § 30 Abs. 2, § 41 WStrG für den militärischen Bereich), sind Grund und Grenzen der Geschäftsherrenhaftung trotz neuerer höchstrichterlicher Rechtsprechung nicht abschließend geklärt.
§ 130 des Gesetzes über Ordnungswidrigkeiten (OWiG) gestaltet die Aufsichtspflichtverletzung in Betrieben und Unternehmen als Ordnungswidrigkeit aus und sieht eine Geldbuße von bis zu einer Million Euro vor.
Ob dem Vorgesetzten darüber hinaus eine Garantenstellung im Sinne des § 13 Abs. 1 StGB zur Verhinderung betriebsbezogener Straftaten zukommt, ist Gegenstand kontroverser wissenschaftlicher Diskussionen: Mit Urteilen vom 17. Juli 2009 und vom 20. Oktober 2011 hat der BGH die Geschäftsherrenhaftung für betriebsbezogene Straftaten dem Grunde nach anerkannt. Er ließ jedoch offen, welche tatsächlichen Umstände für die Begründung der Garantenstellung im Einzelfall maßgebend sind und überließ damit die weitere Konkretisierung späteren Urteilen. Zu dieser Rechtsprechung des 4. und 5. Strafsenats des Bundesgerichtshofs setzte sich der VI. Zivilsenat des Bundesgerichtshofs mit seinem Urteil vom 10. Juli 2012 in Widerspruch. Stillschweigend wurde hier die strafrechtliche Geschäftsherrenhaftung abgelehnt, ohne das Spannungsverhältnis zur Rechtsprechung der Strafsenate offenzulegen.
Im Bereich des zivilrechtlichen Deliktsrechts ist die Haftung des Geschäftsherrn für den sog. Verrichtungsgehilfen in § 831 BGB geregelt, wobei insoweit der Begriff der Geschäftsherrenhaftung kaum gebräuchlich ist.